# Magnus "Ölme" Johansson
Leif Magnus "Ölme" Johansson, född 10 november 1971, är en svensk före detta fotbollsspelare.

## Biografi
Magnus Johansson kom som 17-åring från värmländska IFK Ölme till IFK Göteborg. Tränaren Roger Gustafsson tog upp honom till A-laget, och den 16 april 1990 gjorde Ölme Johansson allsvensk debut i en match mot AIK. "Ölme" Johansson var med och blev svensk mästare med IFK Göteborg 1990, 1991, 1993, 1994, 1995, 1996 och 2007, vilket är flest av en spelare i samma klubb i Sverige.  
1992 var han med OS-laget i Barcelona. Den 8 mars 1995 fick han chansen i A-landslaget i träningslandskampen mot Cypern. Det var dock den enda matchen som Johansson fick göra i Sveriges A-landslag. Matchen slutade 3-3.
I december 1998 blev han proffs utomlands i FC Groningen, och stannade i Eredivisie fram till juli 2003 då han återvände till IFK Göteborg. 
Efter 206 allsvenska matcher och flera starka insatser i Uefa Champions League, avslutade han karriären, efter hans sista match med IFK Göteborg mot Trelleborgs FF den 28 oktober 2007, när klubben blev svenska mästare.
Efter karriären så startade han eget bolag som arbetade med försäljning av partnerpaket till IFK Göteborgs nätverk. Detta gjorde han i cirka 6 månader innan IFK Göteborg beslutade att anställa honom på heltid. 

## Meriter
- Svensk mästare med IFK Göteborg 1990, 1991, 1993, 1994, 1995, 1996 och 2007
- 1 A-landskamp
- Deltog i OS i Barcelona 1992

### Webbkällor
- Profil på sports-reference.com
- Lista på landskamper, Svenskfotboll.se, läst 2013-01-29